# Пьявицы (Lema)
Пьявицы (лат. Lema) — род жуков из подсемейства трещалок семейства листоедов (Chrysomelidae).

## Описание
Длина тела от 4 до 8.0 мм. Темя длиннее ширины, его передний угол острый. Переднеспинка обычно с перетяжкой у основания. Евразиатские виды питаются листьями сложноцветных, паслёновых и коммелиновых. Американские виды встречаются преимущественно на паслёновых, реже на дубе, каштане, хлопчатнике, орурце, бодяке, и амаранте.

## Классификация
Некоторые виды этого рода:
- Подрод Lema Fabricius, 1798
  - Lema cyanella (Linnaeus, 1758)
  - Lema flavosignata Jacoby, 1884
  - Lema frontalis Baly, 1862
  - Lema mjoebergi Weise, 1916
  - Lema multipunctata (Clark, 1864)
  - Lema rufobasilis Heinze, 1943
  - Lema togata Lacordaire, 1845
  - Lema trilinea White
  - Lema unifasciata Fabricius, 1792
- Подрод Petauristes Latreille, 1829
  - Lema bifasciata (Fabricius, 1792)
  - Lema pura Clark, 1866
- Подрод Quasilema Monr., 1951
  - Lema trilineata (Olivier, 1808)